# A Hathaway kísértetlak
A Hathaway kísértetlak (eredeti cím: The Haunted Hathaways) 2013 és 2015 között vetített amerikai televíziós szitkom sorozat, amelyet Robert Peacock alkotott. A főbb szerepekben Amber Montana, Curtis Harris, Benjamin Flores Jr., Breanna Yde, Ginifer King és Chico Benymon
Amerikában 2013. július 13-án mutatta be a Nickelodeon. Magyarországon 2014. május 25-én mutatta be a Nickelodeon.
A sorozat egy egyedülálló anya és két lánya történetét meséli el, akik beköltöznek egy házban, ahol három szellem él, apa és két fia. A két család szellemi erőkkel és normális emberi módszerekkel oldja meg problémákat.

## Cselekmény
Michelle Hathaway egy New Orleansi lakásba költözik, két lányával, Taylorral és Frankievel. Rövidesen rájönnek hogy a háznak már vannak lakói a padláson, akik történetesen szellemek...

## Szereplők

### Főszereplők
| Szereplő          | Színész             | Magyar hang       |
| ----------------- | ------------------- | ----------------- |
| Taylor Hathaway   | Amber Montana       | Lamboni Anna      |
| Miles Preston     | Curtis Harris       | Ifj. Boldog Gábor |
| Louie Preston     | Benjamin Flores Jr. | Straub Martin     |
| Frankie Hathaway  | Breanna Yde         | Hermann Lilla     |
| Michelle Hathaway | Ginifer King        | Orosz Anna        |
| Ray Preston       | Chico Benymon       | Seszták Szabolcs  |

### Mellékszereplők
| Szereplő           | Színész        | Magyar hang    |
| ------------------ | -------------- | -------------- |
| Emma               | Brec Bassinger | Szabó Zselyke  |
| Lilly              | Kayla Maisonet | Pekár Adrienn  |
| Penelope Pritchard | Ava Cantrell   | Pekár Adrienn  |
| Madame Lebeuf      | Kim Yarbrough  | Bessenyei Emma |

## Epizódok
| Évad | Évad | Epizódok | Eredeti sugárzás | Eredeti sugárzás | Magyar sugárzás a -on | Magyar sugárzás a -on | Magyar sugárzás a -en | Magyar sugárzás a -en |
| Évad | Évad | Epizódok | Évadpremier      | Évadfinálé       | Évadpremier           | Évadfinálé            | Évadpremier           | Évadfinálé            |
| ---- | ---- | -------- | ---------------- | ---------------- | --------------------- | --------------------- | --------------------- | --------------------- |
|      | 1    | 26       | 2013. július 13. | 2014. május 31.  | 2014. május 25.       | 2015. április 7.      | 2021. július 5.       | 2021. július 22.      |
|      | 2    | 21       | 2014. június 28. | 2015. március 5. | 2015. április 1.      | TBA                   | 2021. július 22.      | TBA                   |

## Gyártás
A Nickelodeon 2012 augusztusában rendelte meg a bevezető részét, amelyet Bruce Leddy rendezett. 2013 januárjában 20 epizódot rendelt be. Az első évadot összesen 26 epizód volt. 2013. október 21-én a Nickelodeon berendelte második évadot.
A második évad 2014. június 28-án, mutatták be. A sorozatot Paramount Studiosba forgatták. Az utolsó epizód 2015. március 5-én került adásba.